# Tuquirijuña
Tuiqirijuña est une localité de la paroisse civile de Marawaka dans la municipalité d'Alto Orinoco dans l'État d'Amazonas au Venezuela, sur le río Padamo.